# Herman Gorter
Herman Gorter (auch Hermann Gorter) (* 26. November 1864 in Wormerveer, heute Teil von Zaanstad; † 15. September 1927 in Brüssel) war ein niederländischer Dichter und rätekommunistischer Theoretiker.

## Leben

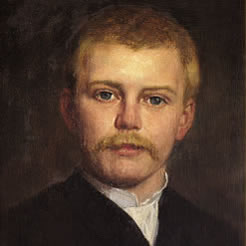
Herman Gorter

Herman Gorter – Sohn eines Mennonitenpfarrers und Schriftstellers – studierte seit 1883 Klassische Philologie an der Universität von Amsterdam. Sein Studium beendete Gorter 1889 mit einer Promotion über den griechischen Dramatiker Aischylos. Im gleichen Jahr begann er als Gymnasiallehrer zu arbeiten und veröffentlichte mit der impressionistischen epischen Dichtung Mei sein erstes literarisches Werk. Ab 1892 beschäftigte er sich mit den Werken von Baruch Spinoza und Karl Marx. 1896 trat Gorter der 1894 gegründeten Sociaal Democratische Arbeiders Partij (SDAP) bei, deren theoretisches Organ De Nieuwe Tijd er im selben Jahr zu redigieren begann.
Nach der Veröffentlichung der Dichtung De School der Poezie 1897 widmete sich Gorter stärker der Parteiarbeit. Er nahm ab etwa 1900 gemeinsam mit Anton Pannekoek den Kampf gegen revisionistische Strömungen in der SDAP auf. Nach 1903 gehörte er zeitweise der Parteiführung an. In dieser Zeit schloss er sich den Positionen Rosa Luxemburgs zu Massenstreik und Spontaneität an. 1907 war er Mitbegründer der Zeitschrift des linken SDAP-Flügels De Tribune und rief 1909 mit Pannekoek und Henriette Roland Holst die Linksabspaltung SDP mit ins Leben. 1906 verfasste er darüber hinaus die Dichtung Een klein heldendicht, welche das erwachende Klassenbewusstsein eines proletarischen Paares thematisiert.
Während des Ersten Weltkrieges verfasste Gorter den Epos PAN und gehörte zum internationalistischen Flügel der Arbeiterbewegung. Hier stand er der Zimmerwalder Bewegung nahe und hielt sich von 1917 bis 1918 in der Schweiz auf, wo er enge Kontakte zur Botschaft des revolutionären Russlands unterhielt. 1918 gehörte er zu den Mitbegründern der KP der Niederlande.
Ende 1918 siedelte Gorter nach Deutschland über, wo er auf dem linken, antiparlamentarischen Flügel der KPD und ab 1920 in der KAPD aktiv war. Die KAPD vertrat er im November 1920 auf dem Kominternkongreß in Moskau. Zwischenzeitlich waren Gorter und Pannekoek auch von 1919 bis zu ihrem Rauswurf durch die Kominternführung 1920 Mitglieder des Westeuropäischen Sekretariats der Komintern gewesen. 1920 verfasste Gorter weiterhin seinen bekannten Offenen Brief an den Genossen Lenin, in welchem er Lenins Der „Linke Radikalismus“, die Kinderkrankheit im Kommunismus einer eingehenden Kritik unterzieht. 1921 brach Gorter vollständig mit der Komintern und rief die Kommunistische Arbeiterpartei der Niederlande mit ins Leben. Bei der Spaltung der KAPD im gleichen Jahr stand Gorter auf der Seite der Essener Richtung um Karl Schröder und Arthur Goldstein und rief mit diesen 1922 die kurzlebige Kommunistische Arbeiter-Internationale ins Leben.
Herman Gorter, der in den Niederlanden eher als impressionistischer Dichter denn als kommunistischer Theoretiker in Erinnerung geblieben ist, belegte bei der Umfrage De Grootste Nederlander, bei welcher im Jahre 2004 nach dem größten Niederländer aller Zeiten gefragt wurde, den 181. Platz.

## Veröffentlichungen
- Een klein heldendicht. Versluys, Amsterdam 1908
- Der historische Materialismus. Für Arbeiter erklärt von Hermann Gorter. Aus dem Holländischen übersetzt von Anna Pannekoek. Vorwort von Karl Kautsky. Dubber, Hamburg 1910
  - Niederländische Neuauflage: Het historisch materialisme voor arbeiders verklaard. Proletarisch Links, Heruitgave 1972
- PAN. Een Gedicht. Versluys, Amsterdam 1912
- De School der Poezie. Van Dishoeck, Bussum 1925
- Henriette Roland-Holst. Querido, Amsterdam 1933